# Bin Kaneda
Bin Kaneda (兼田敏, Kaneda Bin) (Shinkyo, 9 september 1935 – 17 mei 2002) is een Japans componist en professor (muziekpedagoog).

## Biografie
Zijn muziekstudies deed hij aan de Tokyo National University of Fine Arts and Music, Japan en haalde het diploma voor compositie in 1959. Kaneda werkte als professor aan verschillende Universiteiten en hoge scholen voor muziek. Naast zijn werkzaamheid als docent aan het Tokyo College of Music, de Yamaha Nemu Music Academy werd hij in 1980 professor voor muziekopleiding aan de Gifu Universiteit in Gifu, in 1983 professor voor compositie aan de Aichi Prefecture University of Fine Arts and Music, in 1996 professor voor hogere muziekopleiding aan de Gifu Universiteit en 1999 professor emeritus aan de Aichi Prefecture University of Fine Arts and Music.
In 1956 and 1957, won hij eerste prijzen op de Mainichi Newspaper composition contest met zijn kamer- en orkestmuziek.
Kaneda schreef de muziek voor de opening van de Olympiade 1964 in Tokio alsook twee marsen voor de Expo 70. Eveneens is hij componist van verplichte werken van de wedstrijden voor harmonieorkesten in 1964, 1967, 1973 en 1986 in Japan.

## Composities

### Werken voor orkest
- Passacaglia
- Symphony
- Symphony 25, variaties
- Sinfonietta, voor strijkorkest

### Werken voor harmonieorkest
- 1971 Passacaglia, voor harmonieorkest[1]
- 1972 Overture, voor harmonieorkest
- 1973 Märchen (Sprookje), voor harmonieorkest
- 1974 Elegy, voor harmonieorkest
- 1974 Japanese Folk Song Suite - Warabe Uta
  1. Where are you from? (Antagata dokoso)
  2. Lullaby (Komori uta)
  3. An ancient priest in a mountain temple (Yamadera no oshoosan)
- 1975 Symphonic Moment, voor harmonieorkest
- 1975 A Symphonic Instant
- 1981 Ballade 1 for Symphonic Band
- 1986 Ah!
- 1988 Symphonic ONDO, voor harmonieorkest
- 1988 Symphonic Variation
- 1999 Ballade V, voor harmonieorkest
- Ballade IV, voor harmonieorkest
- Divertimento
- Divertimento II, voor harmonieorkest
  1. Allegro con brio
  2. Lento espressivo
  3. Vivace giocoso
  4. Allegro energico
- March! March!
- March "Merry Highschool Students"
- March WAKAKUSA
- Song of Youth
- Suite, voor harmonieorkest
  1. Prelude
  2. Waltz
  3. Interlude
  4. Finale
- Symphonic Movement, voor harmonieorkest
- Theme and Variations, voor harmonieorkest
- Two Negro Spirituals

### Werken voor piano
- Suite no. 1
  1. Andantino
  2. Allegretto scherzando
  3. Andante sostenuto
  4. Allego con brio
  5. Moderato cantabile
- Suite no. 2
  1. Andante espressivo
  2. Moderato con moto
  3. Allegretto grazioso
  4. Allegretto ma non troppo
  5. Allegro con moto,Andante rubato

## Media
1. ↑  Passacaglia door "Senzoku Gakuen College of Music Wind Orchestra". Gearchiveerd op 6 juni 2022.

- Bibliothèque nationale de France: cb13895843h (data)
- CiNii: DA10130771
- Gemeinsame Normdatei: 1089769202
- International Standard Name Identifier: 0000 0001 1512 0847
- Library of Congress Control Number: no96025072
- MusicBrainz: 0dd38275-88a3-4a6b-8b5e-6ffbdb4f2d1a
- Bibliotheek van het Japanse parlement: 001108567
- Nederlandse Thesaurus van Auteursnamen: 394231988
- Virtual International Authority File: 115132182
- WorldCat: E39PBJxCDD66fHbrBXgFG9wpyd